# 워싱턴 방화
워싱턴 방화(The Burning of Washington)는 1814년 미국 워싱턴 D.C.에서 대영제국군과 아일랜드군과 미합중국군 사이에 발발한 1812년 전쟁 중에 일어난 사건이었다. 1814년 8월 24일, 블래던스버그 전투에서 미국군을 물리친 후에, 로버트 로스 장군이 이끄는 영국군은 워싱턴 시를 점령하고, 많은 공공 시설을 불태웠다. 백악관을 포함한 미국 정부의 공공 시설물들이 대규모로 파괴되었다. 영국군 사령관은 단지 공공시설물에 대한 소각을 명령했으며, 엄격한 규율을 지키던 영국군 부대를 시의 사적인 건물을 보존하여 체면은 챙겼다. 이 사건은 미국 독립 전쟁 이후 외국 군대가 수도를 점령한 유일한 사건이었다.